# Klub československých turistů
Klub československých turistů (KČST) byla společenská organizace existující v Československu v letech 1918 až 1939. Po založení Československa v roce 1918 došlo k přejmenování původního Klubu českých turistů a rozšíření jeho působnosti na Slovensko a Podkarpatskou Rus. Zanikl v roce 1939 v důsledku válečných událostí, odtržení Slovenska. Znovuobnovený Klub českých turistů považuje období existence KČST za součást své historie.

## Vznik organizace
Na území českých zemí za Rakousko-Uherska vznikla v roce 1888 sportovní a společenská organizace Klub českých turistů. Po zániku mocnářství a skončení 1. světové války svou činnost KČT rychle obnovil. Dne 13. listopadu 1918 byl Ústředním výborem KČT rozhodnuto jej přejmenovat na Klub československých turistů. Jeho prvním předsedou byl Jiří Guth-Jarkovský, který byl od roku 1915 předsedou předchozího Klubu českých turistů. O rok později vznikl v Bratislavě odbor KČST Bratislava, pak následovaly na Slovensku odbory další. Do té doby zde existovaly jen německý a maďarský turistický klub.

## Vznik žup a aktivity na Slovensku
V květnu 1920 valná hromada KČST přijala nové klubové stanovy, došlo ke vzniku žup. V následujících letech klub začal s intenzivním vyznačováním cest i na Slovensku, začal zde budovat síť turistických chat. V roce 1925 měla organizace na Slovensku 43 odborů v pěti župách, 4400 svých členů.

## Aktivity v českých zemích

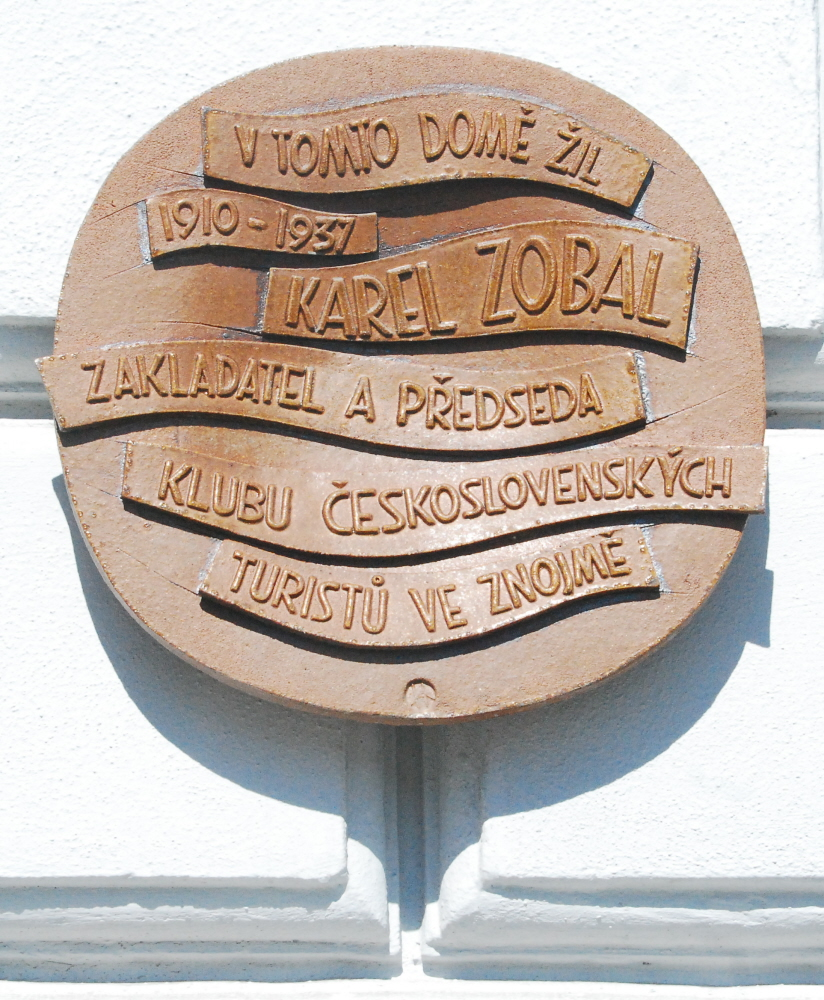
Pamětní deska ve Znojmě

V roce 1924 provozoval 45 chat a útulen, pečoval o 15 rozhleden, 18 hradů a jejich zřícenin. 
O rok později založil své Turistické nakladatelství, začal organizovat plesy a jiné zábavy. V jeho řadách bylo 45 150 členů zapojených v 250 turistických odborech..
V roce 1926 prošla organizace svou první krizí. Byl to důsledek obrovského nárůstu investičních projektů a zajištěných závad kolem jejich financování. Po vnitřních sporech rezignoval téměř celý ústřední výbor včetně předsedy Guth-Jarkovského, k výměně došlo i v redakční radě časopisu Turista. Novým předsedou KČST se stal J. V. Blahoslav (předseda Nejvyššího soudu). Krátce poté jej vystřídal senátor Dr. Emanuel Hrubý, který vytrval v předsednictví 10 let a dovedl klub k absolutnímu vrcholu v počtu členů, chat, rozhleden. Nastolil pevný řád v oblasti hospodaření a docílil uznání klubu v československé společnosti. Po něm jej ve vedení klubu na několik měsíců vystřídal roku 1936 dr. Juraj Slávik a nakonec JUDr. Pavel Pasek.
Na území Sudet, kde byly velmi aktivní německé turistické spolky, se KČT prosazoval těžce. V oblasti Lužických hor se soustředil na provozování turistických ubytoven u českých škol. Až roku 1933 vznikla Lužicko-jizerská župa KČST. Spolupráce s Němci vázla z politických důvodů a ve válce ustala úplně.

## Pražský velkoklub
Dříve bylo členství dvojí, zájemci se buďto registrovali u pražského ústředí, nebo u některého venkovského odboru. Po úpravě stanov bylo rozhodnuto, že pražští členové budou přeregistrováni do odboru KČST Praha. Kolem roku 1935 měl tento jediný odbor 30 000 členů. Vydával svůj Věstník Pražského odboru KČT, mimo pěší turistiky rozvíjel i lyžařskou, vodní turistiku, horolezectví, mototuristiku, pořádal přes svůj společenský odbor divadelní představení, večírky, přes velmi dobře vybavený odbor fotoamatérů zajistil pořádání fotografických výstav z cest svých členů. V roce 1934 zakoupil za 1 milion korun ve středu Prahy, ve Školské ulici velký dům, nazvaný posléze turistický. Zde měli prodejnu, sekretariát, expedici časopisu, zasedací sál, knihovnu. V roce 1948 o dům turisté přišli spolu s ostatním majetkem.

## Značkaři

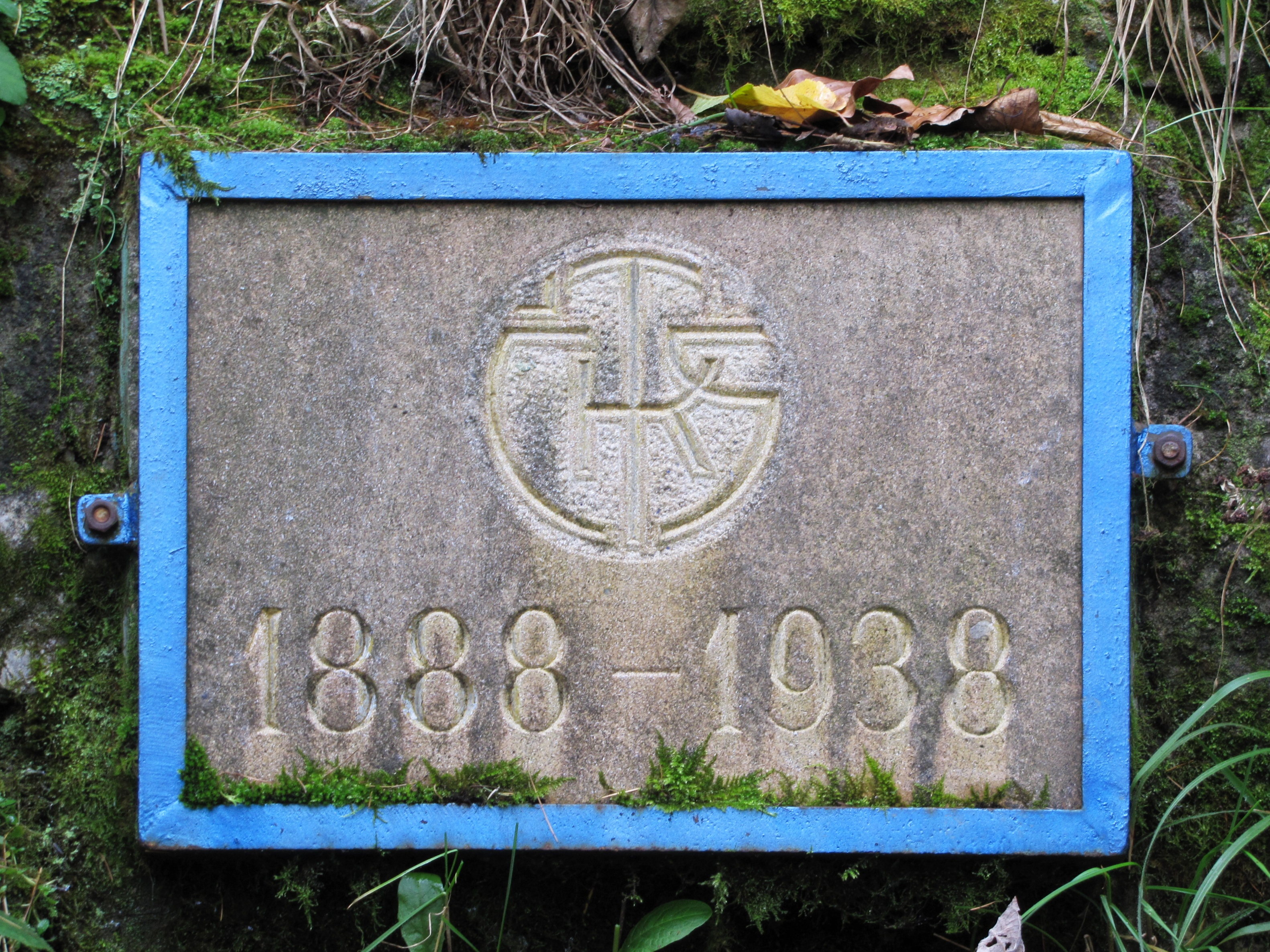
Pamětní deska nad studánkou Zavadilka v Chřibech připomínající 50. výročí založení klubu

V roce 1934 měl klub již 122 158 členů. V tomto roce vyznačil a opravil 10 920 km pěších tras v Čechách, 35 000 km na Slovensku a Podkarpatské Rusi.

## Zánik KČST
Po zániku Československa se v lednu roku 1939 opět slovenští turisté odtrhli a založili si svůj Klub slovenských turistov a lyžiarov (KSTL), který existoval do roku 1949. KČST tak formálně přestal existovat, činnost obnovil KČT. Po roce 1945 byla obnovena činnost Klubu českých turistů, avšak dříve, než mohlo dojít k znovuobnovení KČST, byla uplatněna koncepce jednotné tělovýchovy. Nejdříve byly všechny sportovní organizace začleněny do Sokola, později byly jednotlivé kluby začleněny jako pozdější odbory turistiky do ČSTV.
Po roce 1989 obnovil svou činnost Klub českých turistů a někdejší KČST obnoven nebyl. Nově existující Klub českých turistů považuje období činnosti KČST za součást své historie.